# Word Up! (album Cameo)
Word Up! è un album in studio del gruppo musicale statunitense Cameo, pubblicato nel 1986, che contribuì notevolmente al successo della band nel corso degli anni 1980.

## Tracce
1. Word Up! – 4:21 (Larry Blackmon, Tomi Jenkins)
2. Candy – 5:39 (Blackmon, Jenkins)
3. Back and Forth – 6:33 (Kevin Kendrick, Nathan Leftenant, Blackmon, Jenkins)
4. Don't Be Lonely – 5:19 (Blackmon, Jenkins, Kendrick, Willie Morris)
5. She's Mine – 4:37 (Blackmon, Leftenant, Antonio Matthews, Ray Malloy)
6. Fast, Fierce & Funny – 4:09 (Blackmon, Jenkins, Leftenant)
7. You Can Have the World – 4:38 (Blackmon, Jenkins, Leftenant)